# Bembe (Angola)
Bembe ist eine Kleinstadt (Vila) und ein Landkreis in Angola.

## Geschichte
Die Ursprünge der Ortschaft liegen in der ab 1856 genutzten hiesigen Kupfermine. Es entstand eine kleine Ortschaft mit der Kirche Igreja de São José do Bembe. Im Zuge der Ausweitung der portugiesischen Kolonialherrschaft über die Kolonie Angola wurde um 1861 hier eine erste Festung errichtet, die Fortaleza do Bembe. Später wurde Bembe zur Kleinstadt (Vila) erhoben und Sitz eines eigenen Kreises. Auch nach der Unabhängigkeit Angolas 1975 blieb Bembe ein eigenständiger Kreis.

## Verwaltung
Bembe ist Sitz eines gleichnamigen Landkreises (Município) in der Provinz Uíge. Der Kreis umfasst eine Fläche von 5655 km² und hat etwa 41.000 Einwohner (Schätzung 2013). Die Volkszählung 2014 soll zukünftig genaue Bevölkerungsdaten liefern.
Der Kreis Bembe setzt sich aus drei Gemeinden (Comunas) zusammen:
- Bembe
- Lucunga
- Mabaia

Im Kreis Bembe liegen insgesamt 108 Ortschaften in 19 Regedorias, den traditionellen Verwaltungseinheiten neben der staatlichen Verwaltungsgliederung Angolas.

## Persönlichkeiten
- Ernesto Mulato (* 1940), General und Politiker, Parlamentsabgeordneter für die UNITA
- Téte António (* 1955), Diplomat und Politiker, seit 2020 Außenminister Angolas